# Inmigración peruana en Venezuela
La inmigración peruana en Venezuela es el fenómeno migratorio de ciudadanos peruanos hacia la República Bolivariana de Venezuela, esta se dio especialmente a partir de la segunda mitad del siglo XX, con una intensidad mayor durante la década de los años 80 y los años 90, continuando con menor intensidad durante los años 2000. 
Esta inmigración se destacó por su irregularidad, lo que hacía difícil para el Instituto Nacional de Estadística contabilizar la población de esta comunidad extranjera en el país, ya que según estimaciones la mayor parte de peruanos que residían en Venezuela hasta el año 2012 era en condición de ilegalidad.
En la actualidad se presenta una situación inversa con la inmigración venezolana en Perú donde se estima residen cerca de un millón de venezolanos.
Entre los inmigrantes peruanos destacados en Venezuela se pueden citar: el físico Jaime Wong, profesor titular de la USB, el matemático Jorge Sáenz, autor de varios libros, el productor de televisión José Enrique Crousillat; el narrador deportivo César Díaz, la lingüista Martha Hildebrandt; el rabino Pynchas Brener, el luchador Gustavo Seclen conocido como "El Chiclayano", el futbolista Perico León, los músicos Luis Alva, Ernesto Linares y José "Cholo" Ortiz; los actores Roberto Moll y Jorge Aravena, los cantantes Karina y Melissa, el animador Félix Nakamura; el empresario Julio Augusto Lopez, los periodistas Cholo Lajo, José Ratto Ciarlo, Rocío Amoretti y Doménico Chiappe, etc.